# جزیره پینزون
جزیره پینزون (به اسپانیایی: Isla Pinzón) یک جزیره در مجمع‌الجزایر گالاپاگوس است. این جزیره خانه بوم‌زادی لاک‌پشت گالاپاگوس، شیر دریایی گالاپاگوس و دیگر گونه‌های بومی است. مساحت این جزیره ۱۸ کیلومترمربع و بلندترین ارتفاع آن ۴۵۸ متر می‌باشد.